# Bas av Bithynien
Bas av Bithynien, död 326 f. Kr., var regerande kung av Bithynien mellan 376 f. Kr. och 326 f. Kr.